# Ray Nitschke
Raymond Ernest Nitschke, detto Ray (Elmwood Park, 29 dicembre 1936 – Venice, 8 marzo 1998), è stato un giocatore di football americano statunitense che ha giocato nel ruolo di middle linebacker per tutte le 15 stagioni della carriera nei Green Bay Packers della National Football League (NFL). È stato inserito nella Pro Football Hall of Fame nel 1978.

## Carriera professionistica

### Green Bay Packers
Ray fu scelto nel corso del terzo giro del Draft NFL 1958 come 36º assoluto dai Packers. Quel draft, tenuto il 2 dicembre 1957, incluse altri due importanti giocatori dei Packers degli anni sessanta: il fullback Jim Taylor da LSU (2º giro, 15º assoluto) e la guardia destra Jerry Kramer da Idaho (4º giro, 39º assoluto). Nella sua stagione da rookie però, i Packers vinsero una sola partita, terminando all'ultimo posto tra le 12 squadre della lega
Un mese dopo la fine della stagione 1958, Vince Lombardi fu assunto come capo-allenatore. Nitschke divenne titolare a tempo pieno nel 1962, l'ancora che permise alla difesa di vincere cinque campionati NFL nel corso degli anni sessanta, compresi i primi due Super Bowl della storia. Ray fu premiato come miglior giocatore della finale del 1962, accettando il premio di una Chevrolet Corvette del 1963. In quella gara, Nitschke recuperò due 2 fumble e deviò un passaggio che fu intercettato. I Packers vinsero quella gara 16-7 e terminarono la stagione con un record di 14-1. Nel Super Bowl I, Nitschke contribuì con 6 tackle e un sack. Nel Super Bowl II, Nitschke guidò la difesa di Green Bay con 9 tackle.
Il 17 dicembre 1972, i Green Bay Packers (sul record di 9-4) viaggiarono a New Orleans per giocare coi Saints (con un record di 1-11-1) al Tulane Stadium per l'ultima gara della stagione regolare della carriera di Nitschke. Nitschke fece registrare l'unico passaggio ricevuto della carriera per un guadagno di 34 yard su un field goal bloccato. I Packers vinsero la gara 30-20 vincendo il titolo di division della NFC Central e centrando per la prima volta i playoff dalla vittoria del Super Bowl II. Alla fine persero in trasferta contro i Washington Redskins 16-3 nel primo turno.
Anche se Nitschke era conosciuto per i suoi colpi duri, egli era anche un linebacker completo che intercettò 25 passaggi nel corso della sua carriera. Lombardi diede parziale credito per il successo di Nitschke alla moglie di Ray, che con la sua calma influenza lo tenne concentrato nel corso della sua carriera.

## Palmarès
- Super Bowl : 2 Vittorie del Super Bowl (I, II)
- (1) Pro Bowl (1964)
- (3) First-team All-Pro (1964, 1965, 1966,)
- (4) Second-team All-Pro (1962, 1963, 1967, 1969)
- Formazione ideale del 50º anniversario della NFL
- Formazione ideale del 75º anniversario della National Football League
- Formazione ideale della NFL degli anni 1960
- Numero 66 ritirato dai Packers
- Pro Football Hall of Fame (classe del 1978)

## Statistiche
| Partite totali | 190 |
| Intercetti     | 25  |